# 皮克福德鎮區 (密歇根州)
皮克福德鎮區（英語：Pickford Township）是位於美國密西根州契皮瓦縣的一個行政鎮區。

## 地方資料
皮克福德鎮區的面積為309.50平方千米，當中陸地面積為280.40平方千米，而水域面積為29.10平方千米。根據2020年美國人口普查的數據，當地共有人口2791人，而人口密度為每平方千米9.02人。